# 元帥杖
元帥杖（英語：marshal's baton，法語：Bâton de maréchal，德語：Marschallstab）是元帥階級的軍人所專有，表現其地位與榮譽的道具。元帥杖有分兩種，一種是在正式場合所帶的正式權杖（Marschallstab），另一種則是較為輕便的臨時權杖（Interimstab）。世界上以法蘭西第一帝國元帥的元帥杖較有名，而大日本帝國則以元帥刀代替元帥杖。

## 概要
元帥杖的來源是來自古羅馬帝國時期，將帥用來收藏命令書的傳令筒，後來因為羅馬官員之間奢華風氣所影響，將帥們在傳令筒上鑲上黃金和寶石以及藝術雕刻，把筒子變得華麗以顯示自己的尊貴的身份。直到近現代時期，軍隊不再使用傳令筒，卻演變成歐洲國家軍隊的元帥用來顯示身份象徵的儀仗用品。

## 國家

### 納粹德國
二戰結束後，德軍將領的元帥杖紛紛落入不同人手中，大部分都被收於國家博物館中，也有私人收藏者。已知下落的有：戈林、魏克斯、里希特霍芬存於美國、邓尼茨存於英國什羅普軍團博物館、莫德尔、舍尔纳收於巴伐利亚军队博物馆、克莱斯特收藏於柏林德国历史博物馆、克魯格的元帥杖則是收於默斯特的裝甲坦克博物館。费多尔·冯·博克的元帥杖則屬私人擁有，賴歇瑙的元帥杖則是在坐飛機失事時摔碎了。
另外，英國准將德瑞克·米爾希·羅伯特（Derek Mills-Roberts）看到伯根-貝爾森集中營的慘狀相當生氣，拿德國空軍元帥艾爾哈德·米爾希的元帥杖毆打米爾希，打到頭部骨折，並將其身上的財物奪走，元帥杖也被打斷。

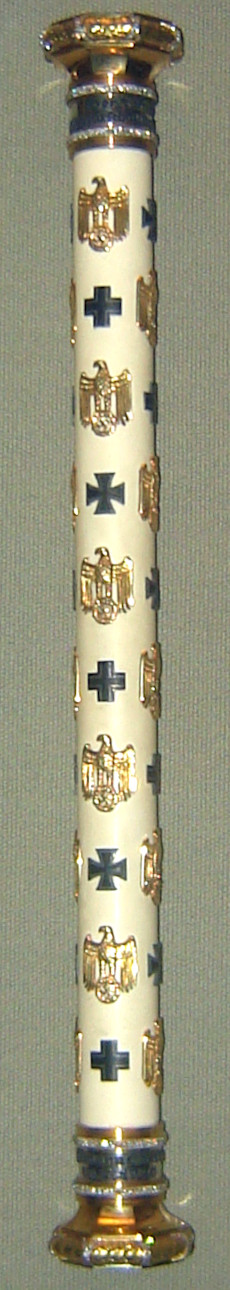
戈林的帝國元帥杖，是德軍唯一一支有鑲嵌鑽石的元帥杖，現存於美國國家步兵博物館（National Infantry Museum）。
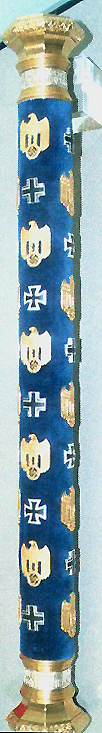
空軍元帥沃爾弗拉姆·馮·里希特霍芬的元帥杖。
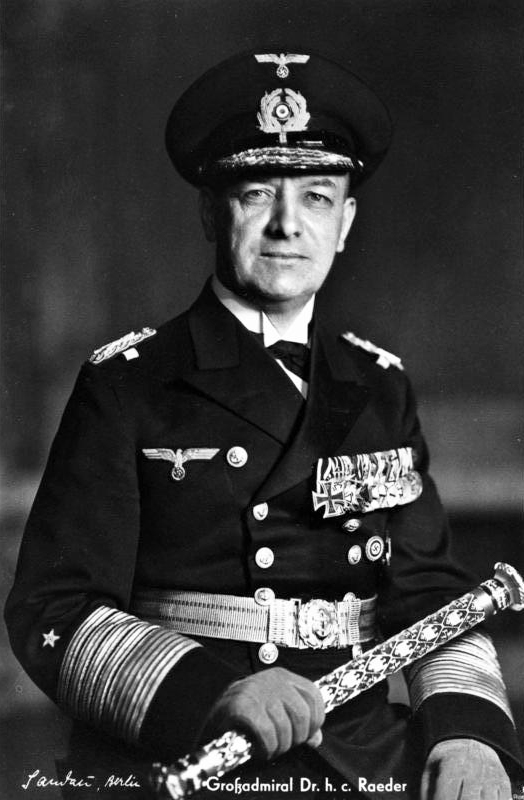
海軍元帥埃里希·雷德爾的正照，手持元帅杖。

## 資料來源
1. ↑  .   [2010-01-02]. （原始内容存档于2010-11-09）.
2. ↑   D-Day 1944 - voices from Normandy Robin Neillands and Roderick de Normann, Cold Spring Press, New York, 1993

## 外部連結
- Photo of Reichsmarschall Hermann Göring's Baton （页面存档备份，存于）